# Ministerul Energiei (Republica Moldova)
Ministerul Energiei este unul dintre cele 14 ministere ale Republicii Moldova. A fost fondat la 16 februarie 2023, de către Guvernul Dorin Recean.

## Conducerea
- Ministru – Dorin Junghietu
- Secretar general – Andrei Grițco
- Secretari de stat – Constantin Borosan, Carolina Novac și Cristina Pereteatcu

## Lista miniștrilor
| № | Nume (naștere–deces)       | Portret | Mandat                | Mandat           | Observații | Guvern           |
| - | -------------------------- | ------- | --------------------- | ---------------- | ---------- | ---------------- |
| 1 | Ion Leșanu⁠(d) (1945–)      |         | 21 decembrie 1999     | 27 iulie 2001    |            | Braghiș Tarlev I |
| 2 | Iacov Timciuc (1954–)      |         | 8 august 2001         | 19 aprilie 2005  |            | Tarlev I         |
| 3 | Victor Parlicov⁠(d) (1978–) |         | 16 februarie 2023     | 5 decembrie 2024 |            | Recean           |
| 4 | Dorin Junghietu (1986–)    |         | din 19 februarie 2025 |                  |            | Recean           |